# Chân môn
Chân môn hay chai mai (danh pháp: Antidesma chonmon) là một loài thực vật có hoa trong họ Diệp hạ châu. Loài này được Gagnep. mô tả khoa học đầu tiên năm 1923.